# Liste des châteaux de la Haute-Saône
Cet article liste les châteaux de la Haute-Saône.

## Liste
| Icône            | Signification    | Abréviations             | Abréviations                  | Abréviations             | Abréviations           |
| ---------------- | ---------------- | ------------------------ | ----------------------------- | ------------------------ | ---------------------- |
| Château fort     | Château fort     | = Bastide                | = Ferme fortifiée             | = Maison forte           | = (Néo-)Palladianisme  |
| Renaissance      | Renaissance      | = Château gascon         | = Folie (montpelliéraine)     | = Manoir, Gentilhommière | = Résidence épiscopale |
| Domaine viticole | Domaine viticole | = Classicisme, classique | = Forteresse, fort(ification) | = Maison (noble)         | = Style Beaux-Arts     |
| Palais           | Palais           | = Commanderie            | = Gothique (flamboyant)       | = Néo-baroque            | = Style Second Empire  |
| Ruine ou disparu | Ruine, disparu   | = Château pinardier      | = Hôtel particulier           | = Néo-classique          | = Style italianisant   |
|                  |                  | = Demeure seigneuriale   | ... = Style Louis XII...XVI   | = Néo-gothique           | = Style troubadour     |
|                  |                  | = Éclectisme             | = Logis (seigneurial)         | = Néo-Renaissance        | = Villa (de Nice)      |
| Baroque, rococo  | Baroque, rococo  | = Édifice religieux      | = Motte castrale/féodale      | = Pavillon de chasse     | = Styles du XXe siècle |

| Type                                            | Château                             | Commune                                     | Protection                                                                                   | Notes                                                            | Coordonnées                 | Illustration |
| ----------------------------------------------- | ----------------------------------- | ------------------------------------------- | -------------------------------------------------------------------------------------------- | ---------------------------------------------------------------- | --------------------------- | ------------ |
| Classicisme, classique                          | Château d'Amblans                   | Amblans-et-Velotte                          | Inscrit MH (2015) · Notice no PA70000113                                                     | XVIIIe siècle                                                    | 47° 40′ 49″ N, 6° 24′ 32″ E |              |
| Manoir, gentilhommière · Classicisme, classique | Château de Bay                      | Bay                                         | Notice no IA00015916                                                                         | XVIIe siècle                                                     | 47° 17′ 19″ N, 5° 43′ 02″ E |              |
| Château fort · Ruine ou disparu                 | Château de Beaujeu                  | Beaujeu-Saint-Vallier-Pierrejux-et-Quitteur | Inscrit MH (1977) · Notice no PA00102116                                                     | XIIe siècle                                                      | 47° 30′ 18″ N, 5° 40′ 38″ E |              |
| Maison forte · Classicisme, classique           | Château de Borey                    | Borey                                       |                                                                                              | XVIe et XVIIIe siècles                                           | 47° 35′ 31″ N, 6° 21′ 26″ E |              |
| Château fort · Classicisme, classique           | Château de Bougey                   | Bougey                                      | Inscrit MH (1979) · Notice no PA00102121 · Patrimoine en péril (2021)                        | Moyen Âge, XVIe siècle, XVIIe et XVIIIe siècles                  | 47° 46′ 49″ N, 5° 51′ 35″ E |              |
| Néo-classique                                   | Château de Boulot                   | Boulot                                      | Inscrit MH (1994) · Notice no PA00132859                                                     | XVIIe et XVIIIe siècles                                          | 47° 20′ 59″ N, 5° 57′ 45″ E |              |
| Château fort · Néo-classique                    | Château de Boult                    | Boult                                       | Inscrit MH (1998) · Notice no PA70000023                                                     | Moyen Âge, XVIIIe siècle, XIXe et XXe siècles                    | 47° 22′ 57″ N, 6° 00′ 05″ E |              |
| Néo-classique                                   | Château des Bouly                   | Saint-Loup-sur-Semouse                      | Classé MH (1979) · Notice no PA00102268                                                      | XVIIIe siècle                                                    | 47° 53′ 06″ N, 6° 16′ 33″ E |              |
| Château fort · Renaissance                      | Château de Bourguignon-lès-Conflans | Bourguignon-lès-Conflans                    | Inscrit MH (1927) · Notice no PA00102122                                                     | XIIIe et XVe siècles                                             | 47° 48′ 24″ N, 6° 09′ 56″ E |              |
| Style Louis XIII                                | Château de Breuches                 | Breuches                                    | Inscrit MH (1994) · Notice no PA00132860                                                     | XIXe siècle                                                      | 47° 48′ 05″ N, 6° 19′ 55″ E |              |
| Château fort · Classicisme, classique           | Château de Brotte                   | Brotte-lès-Luxeuil                          |                                                                                              | XIIIe siècle                                                     | 47° 45′ 24″ N, 6° 20′ 46″ E |              |
| Château fort · Renaissance                      | Château de Buthiers                 | Buthiers                                    | Inscrit MH (1980, 1993) · Notice no PA00102128                                               | XVe et XVIIe siècles, XVIIIe et XIXe siècles                     | 47° 20′ 49″ N, 6° 01′ 58″ E |              |
| Renaissance · Néo-classique                     | Château de Champlitte               | Champlitte                                  | Classé MH (1909) · Inscrit MH (1972) · Notice no PA00102129 · Notice no PA00102130           | XVIe siècle, XVIIe et XVIIIe siècles                             | 47° 20′ 49″ N, 6° 01′ 58″ E |              |
| Classicisme, classique                          | Château de Champvans                | Champvans                                   | Notice no IA70000049                                                                         | XVIIe siècle, jardin d'agrément                                  | 47° 23′ 36″ N, 5° 34′ 39″ E |              |
| Château fort · Néo-classique                    | Château de Choye                    | Choye                                       | Notice no IA00016177                                                                         | XVIIIe siècle                                                    | 47° 23′ 31″ N, 5° 45′ 31″ E |              |
| Château fort · Ruine ou disparu                 | Château-Dessous                     | Chauvirey-le-Châtel                         | Classé MH (1928) · Notice no PA00102135                                                      | XVe siècle                                                       | 47° 47′ 33″ N, 5° 45′ 05″ E |              |
| Château fort · Ruine ou disparu                 | Château-Dessus                      | Chauvirey-le-Châtel                         | Inscrit MH (1994) · Notice no PA00132607                                                     | XIIIe et XVIIe siècles                                           | 47° 47′ 36″ N, 5° 45′ 03″ E |              |
| Château fort · Classicisme, classique           | Château de Clairefontaine           | Polaincourt-et-Clairefontaine               | Inscrit MH (1971) · Notice no PA00102252 · Notice no IA70000303                              | XVIIe siècle                                                     | 47° 51′ 27″ N, 6° 05′ 00″ E |              |
| Classicisme, classique                          | Château de Colombe-lès-Vesoul       | Colombe-lès-Vesoul                          | Inscrit MH (2014) · Notice no PA00102139                                                     | XVIIIe siècle                                                    | 47° 36′ 45″ N, 6° 12′ 33″ E |              |
| Classicisme, classique · Ruine ou disparu       | Château de la Colombière            | Fouvent-Saint-Andoche                       | Inscrit MH (1976) · Notice no PA00102169                                                     | XVIIe et XVIIIe siècles                                          | 47° 38′ 03″ N, 5° 40′ 44″ E |              |
| Néo-classique                                   | Château de Contréglise              | Contréglise                                 | Inscrit MH (2001) · Notice no PA70000104                                                     | XVIIIe et XIXe siècles                                           | 47° 49′ 28″ N, 6° 02′ 18″ E |              |
| Maison (noble)                                  | Château de Cult                     | Cult                                        | Inscrit MH (1998) · Notice no PA70000026                                                     | XVIIe et XVIIIe siècles                                          | 47° 18′ 47″ N, 5° 44′ 13″ E |              |
|                                                 | Château d'Étobon                    | Étobon                                      |                                                                                              |                                                                  | 47° 38′ 58″ N, 6° 40′ 30″ E |              |
|                                                 | Château de Fallon                   | Fallon                                      | Inscrit MH (1994) · Notice no PA00132759                                                     |                                                                  | 47° 30′ 30″ N, 6° 29′ 06″ E |              |
| Renaissance                                     | Château de Filain                   | Filain                                      | Classé MH (1944) · Notice no PA00102162 · Notice no IA70000051                               |                                                                  | 47° 31′ 04″ N, 6° 11′ 05″ E |              |
|                                                 | Château de Fondremand               | Fondremand                                  | Inscrit MH (2004) · Classé MH (2015) · Notice no PA00102163                                  |                                                                  | 47° 28′ 31″ N, 6° 01′ 33″ E |              |
|                                                 | Château des Forges                  | Pesmes                                      | Inscrit MH (1993) · Notice no PA00125417                                                     |                                                                  | 47° 17′ 12″ N, 5° 33′ 14″ E |              |
| Château fort · Renaissance                      | Château de Frasne-le-Château        | Frasne-le-Château                           | Inscrit MH (1946, 1993) · Notice no PA00102171 · Notice no IA00016212                        | XIe et XVe siècles, XVIe et XIXe siècles                         | 47° 27′ 48″ N, 5° 53′ 42″ E |              |
|                                                 | Château de Gézier                   | Gézier-et-Fontenelay                        | Inscrit MH (1983, 1997) · Notice no PA00102173 · Notice no IA00016220 · Notice no IA70000052 |                                                                  | 47° 21′ 22″ N, 5° 53′ 46″ E |              |
| Château fort · Ruine ou disparu                 | Château de Granges-le-Bourg         | Granges-le-Bourg                            |                                                                                              | XIIe siècle                                                      | 47° 33′ 52″ N, 6° 35′ 11″ E |              |
|                                                 | Château Grillot                     | Champlitte                                  | Inscrit MH (1991) · Notice no PA00102319                                                     |                                                                  | 47° 36′ 56″ N, 5° 30′ 48″ E |              |
|                                                 | Château de Gy                       | Gy                                          | Classé MH (1922, 1991) · Inscrit MH (1991) · Notice no PA00102189 · Notice no IA00016238     |                                                                  | 47° 24′ 15″ N, 5° 48′ 42″ E |              |
|                                                 | Château d'Héricourt                 | Héricourt                                   | Classé MH (1913) · Notice no PA00102193                                                      |                                                                  | 47° 33′ 58″ N, 6° 45′ 32″ E |              |
|                                                 | Château de La Grande-Résie          | La Grande-Résie                             |                                                                                              |                                                                  | 47° 20′ 20″ N, 5° 34′ 00″ E |              |
|                                                 | Château de Lampinet                 | Navenne                                     | Inscrit MH (1971) · Notice no PA00102235                                                     |                                                                  |                             |              |
|                                                 | Château de Levrecey                 | Velleguindry-et-Levrecey                    | Inscrit MH (2000) · Notice no PA70000047                                                     |                                                                  | 47° 32′ 50″ N, 6° 05′ 06″ E |              |
|                                                 | Château de Malans                   | Malans                                      | Inscrit MH (1988) · Notice no PA00102218 · Notice no IA00016496 · Notice no IA70000057       |                                                                  | 47° 15′ 49″ N, 5° 35′ 15″ E |              |
|                                                 | Château de Mantoche                 | Mantoche                                    | Inscrit MH (1997) · Notice no PA70000019                                                     |                                                                  | 47° 25′ 12″ N, 5° 31′ 53″ E |              |
|                                                 | Château de Marnay                   | Marnay                                      | Inscrit MH (2002) · Notice no PA70000061 · Notice no IA00016043                              |                                                                  | 47° 17′ 23″ N, 5° 46′ 20″ E |              |
|                                                 | Château de Maussans                 | Maussans                                    | Notice no IA70000058                                                                         |                                                                  | 47° 25′ 46″ N, 6° 15′ 07″ E |              |
|                                                 | Château de Montcourt                | Montcourt                                   | Inscrit MH (1991) · Notice no PA00102323                                                     |                                                                  | 47° 55′ 45″ N, 5° 57′ 26″ E |              |
|                                                 | Château de Montjustin               | Montjustin-et-Velotte                       | Inscrit MH (1992) · Notice no PA00102329                                                     |                                                                  | 47° 36′ 49″ N, 6° 22′ 35″ E |              |
|                                                 | Château de Montot                   | Montot                                      |                                                                                              |                                                                  | 47° 33′ 54″ N, 5° 37′ 18″ E |              |
|                                                 | Château de Montureux-lès-Gray       | Montureux-et-Prantigny                      | Inscrit MH (1992) · Notice no PA00102334                                                     |                                                                  | 47° 30′ 22″ N, 5° 38′ 20″ E |              |
| Château fort · Renaissance                      | Château de Motey-Besuche            | Motey-Besuche                               | Notice no IA00016541 Notice no IA70000059                                                    | Moyen Âge, XVIe et XVIIe siècles, XIXe siècle, jardin d'agrément | 47° 17′ 54″ N, 5° 40′ 05″ E |              |
|                                                 | Château Mugnier                     | Frasne-le-Château                           | Inscrit MH (1996) · Notice no PA70000006                                                     |                                                                  | 47° 27′ 43″ N, 5° 53′ 38″ E |              |
| Château fort                                    | Château d'Oricourt                  | Oricourt                                    | Classé MH (1984) · Notice no PA00102236                                                      |                                                                  | 47° 35′ 46″ N, 6° 23′ 31″ E |              |
|                                                 | Château d'Ouge                      | Ouge                                        | Inscrit MH (2021) · Notice no PA00102237 · Jardin remarquable · Notice no JAR0000055         |                                                                  | 47° 47′ 48″ N, 5° 42′ 18″ E |              |
|                                                 | Château de Passavant-la-Rochère     | Passavant-la-Rochère                        | Classé MH (1987) · Inscrit MH (1987) · Notice no PA00102242                                  |                                                                  | 47° 58′ 04″ N, 6° 02′ 16″ E |              |
|                                                 | Château de Pesmes                   | Pesmes                                      | Inscrit MH (1989) · Notice no PA00102244 · Notice no IA00016547                              |                                                                  | 47° 16′ 43″ N, 5° 33′ 45″ E |              |
|                                                 | Château de Pin                      | Pin                                         | Inscrit MH (1995) · Notice no PA00102251                                                     |                                                                  | 47° 19′ 18″ N, 5° 51′ 57″ E |              |
|                                                 | Château de Pont-sur-l'Ognon         | Pont-sur-l'Ognon                            | Inscrit MH (1987) · Notice no PA00102253                                                     |                                                                  | 47° 31′ 16″ N, 6° 23′ 18″ E |              |
|                                                 | Château de Pusy                     | Pusy-et-Épenoux                             | Inscrit MH (1991) · Notice no PA00102325                                                     |                                                                  | 47° 40′ 08″ N, 6° 09′ 07″ E |              |
|                                                 | Château de Quers                    | Quers                                       | Inscrit MH (1976) · Notice no PA00102257                                                     |                                                                  | 47° 44′ 08″ N, 6° 25′ 29″ E |              |
|                                                 | Château de Ray-sur-Saône            | Ray-sur-Saône                               | Classé MH (2009) · Notice no PA00102258 · Notice no IA70000069                               |                                                                  | 47° 35′ 23″ N, 5° 49′ 42″ E |              |
|                                                 | Château de La Rochelle              | La Rochelle                                 | Inscrit MH (1987) · Notice no PA00102262                                                     |                                                                  | 47° 44′ 45″ N, 5° 43′ 55″ E |              |
|                                                 | Château Rouillaud                   | Pesmes                                      | Inscrit MH (1977) · Notice no PA00102245 · Notice no IA00016558                              |                                                                  | 47° 16′ 43″ N, 5° 33′ 47″ E |              |
|                                                 | Château de Rupt-sur-Saône           | Rupt-sur-Saône                              | Inscrit MH (1991) · Notice no PA00102264                                                     |                                                                  | 47° 30′ 03″ N, 6° 03′ 00″ E |              |
|                                                 | Château de Saint-Loup               | Saint-Loup-Nantouard                        | Notice no IA70000062                                                                         |                                                                  | 47° 26′ 13″ N, 5° 44′ 32″ E |              |
|                                                 | Château de Saint-Remy               | Saint-Remy                                  | Inscrit MH (1931) · Classé MH (1961) · Notice no PA00102269                                  |                                                                  | 47° 49′ 51″ N, 6° 05′ 28″ E |              |
|                                                 | Château de Saulx                    | Saulx                                       | Classé MH (1991) · Inscrit MH (1991, 2013) · Notice no PA00102271                            |                                                                  | 47° 41′ 41″ N, 6° 16′ 43″ E |              |
|                                                 | Château de Scey-sur-Saône           | Scey-sur-Saône-et-Saint-Albin               | Inscrit MH (1996) · Notice no PA70000009 · Notice no IA70000036                              |                                                                  | 47° 39′ 40″ N, 5° 57′ 44″ E |              |
|                                                 | Château de Seveux                   | Seveux                                      | Inscrit MH (2003) · Notice no PA70000066                                                     |                                                                  | 47° 33′ 23″ N, 5° 44′ 44″ E |              |
|                                                 | Château de Sorans-lès-Breurey       | Sorans-lès-Breurey                          | Inscrit MH (1992) · Notice no PA00102330 · Notice no IA70000070                              |                                                                  | 47° 23′ 53″ N, 6° 02′ 38″ E |              |
| Maison forte                                    | Maison forte de Sorans-lès-Breurey  | Sorans-lès-Breurey                          | Inscrit MH (1992) · Notice no PA00102275                                                     |                                                                  | 47° 23′ 54″ N, 6° 02′ 53″ E |              |
|                                                 | Château de Terrier de Santans       | Montagney                                   |                                                                                              |                                                                  | 47° 17′ 10″ N, 5° 39′ 37″ E |              |
| Château fort                                    | Château de Vallerois-le-Bois        | Vallerois-le-Bois                           | Classé MH (1964) · Notice no PA00102281                                                      |                                                                  | 47° 32′ 56″ N, 6° 17′ 12″ E |              |
|                                                 | Château de Vauvillers               | Vauvillers                                  | Inscrit MH (1980) · Notice no PA00102283                                                     |                                                                  | 47° 55′ 20″ N, 6° 05′ 54″ E |              |
|                                                 | Château de Vellefaux                | Vellefaux                                   | Inscrit MH (1989) · Notice no PA00102285                                                     |                                                                  | 47° 33′ 09″ N, 6° 08′ 19″ E |              |
|                                                 | Château de Venère                   | Venère                                      | Inscrit MH (1998) · Notice no PA70000022 · Notice no IA00016682                              |                                                                  | 47° 21′ 36″ N, 5° 40′ 35″ E |              |
|                                                 | Château de Villefrancon             | Villefrancon                                | Inscrit MH (1987) · Notice no PA00102294 · Notice no IA70000065                              |                                                                  | 47° 24′ 08″ N, 5° 44′ 43″ E |              |
| Château fort                                    | Château de Villersexel              | Villersexel                                 | Inscrit MH (2001, 2005) · Classé MH (2005) · Notice no PA00102296 · Notice no IA70000028     |                                                                  | 47° 33′ 08″ N, 6° 25′ 48″ E |              |
|                                                 | Château de Vregille                 | Vregille                                    | Inscrit MH (2001) · Notice no PA70000055 · Notice no IA00016105                              |                                                                  | 47° 19′ 07″ N, 5° 53′ 32″ E |              |

## Localisation des châteaux sur la carte de la Haute-Saône
| Vesoul Héricourt Lure Luxeuil-les-Bains Gray Jussey Marney |